# Rbb24 Brandenburg aktuell

Logo von 2018 bis 2022

rbb24 Brandenburg aktuell, bis zum 27. März 2022 Brandenburg aktuell, ist das Regionalmagazin des Rundfunks Berlin Brandenburg (rbb) für das Land Brandenburg, das terrestrisch, über Kabel und digital über Satelliten zu empfangen ist.

## Hintergrund
Die Sendung wird täglich im rbb Fernsehen um 19:30 Uhr ausgestrahlt, während die Zuschauer in Berlin die rbb24 Abendschau empfangen. Das Magazin informiert über das politische und kulturelle Leben in Brandenburg und liefert Hintergrundinformationen zu besonderen Ereignissen. Auch der Sport in Brandenburg sowie Heimatgeschichten aus dem Land Brandenburg sind Themen der Sendung. In den Anfangsjahren gab es in Brandenburg aktuell auch Weltnachrichten, diese wurden allerdings im Jahr 2000 (als das ORB-Fernsehen die Tagesschau zu übernehmen begann) abgeschafft.
Die erste Sendung wurde am 2. Mai 1992 ausgestrahlt, damals noch aus der Baracke 38 des Filmgeländes in Babelsberg. 1996 errichtete der ORB dort Neubauten für den Fernseh- und Hörfunkbetrieb. Seit der Fusion von ORB und SFB zum rbb wird ein gemeinsames Fernsehprogramm für die Länder Berlin und Brandenburg produziert, lediglich zwischen 19:30 und 20 Uhr erhalten beide Bundesländer ihre eigenen Regionalnachrichten.
Seit dem 25. März 2022 heißt die Sendung online rbb24 Brandenburg aktuell. Im Fernsehen wurde die Umfirmierung zum 28. März 2022 visuell umgesetzt.

## Moderatoren
| Moderator          | Einstieg  | Ausstieg/aktiv | Funktion                                      |
| ------------------ | --------- | -------------- | --------------------------------------------- |
| Tatjana Jury       | 1992      | 2023           |                                               |
| Gerald Meyer       | 1992      | aktiv          | früher Hauptmoderator, jetzt Vertretung       |
| Elvira Siebert     | 2005      | 2011           |                                               |
| Dirk Platt         | 2008 2021 | 2018 aktiv     | vertritt gelegentlich, jetzt Redaktionsleiter |
| Marc Langebeck     | 2012      | aktiv          | Hauptmoderator                                |
| Franziska Maushake | 2019      | aktiv          | Hauptmoderatorin                              |
| Raiko Thal         | 2019      | aktiv          | Vertretung                                    |
| Alina Stiegler     | 2022      | 2023           |                                               |
| Andreas Rausch     | 2022      | 2024           |                                               |
| Kristin Joachim    | 2025      | aktiv          | Hauptmoderatorin                              |

## Nachrichtenmoderatoren
| Nachrichtenmoderator | Einstieg          |
| -------------------- | ----------------- |
| Ingo Bötig           | 2008              |
| Diana Azzam          | 2022              |
| Axel Walter          | 2022 (Vertretung) |
| Britta Nothnagel     | 2024              |

Ehemalige Nachrichtenmoderatoren /-sprecher
| Sprecher                  | Einstieg | Ausstieg |
| ------------------------- | -------- | -------- |
| Susanne Daubner           | 1992     | 1997     |
| Jens Riewa                | 1992     | 1994     |
| Frank Thomas              | 1999     | 2006     |
| Manina Ferreira-Erlenbach | 2001     | 2014     |
| Peter Wachsmann           | 1992     | 2020     |
| Alina Stiegler            | 2021     | 2022     |
| Christina Paulisch        | 2000     | 2024     |